# Provincia di Tekirdağ
La provincia di Tekirdağ (in turco Tekirdağ ili) è una provincia della Turchia.
Dal 2012 il suo territorio coincide con quello del comune metropolitano di Tekirdağ (Tekirdağ Büyükşehir Belediyesi).

## Geografia fisica
La provincia si trova nella parte europea della Turchia. Ad est confina con la provincia di Edirne, a sud con la provincia di Çanakkale, a nord con la provincia di Kırklareli e a ovest con la provincia di Istanbul. È bagnata dal mar di Marmara e a nord, per un breve tratto, dal mar Nero. Il suo capoluogo è Tekirdağ.

## Geografia antropica

### Suddivisioni amministrative

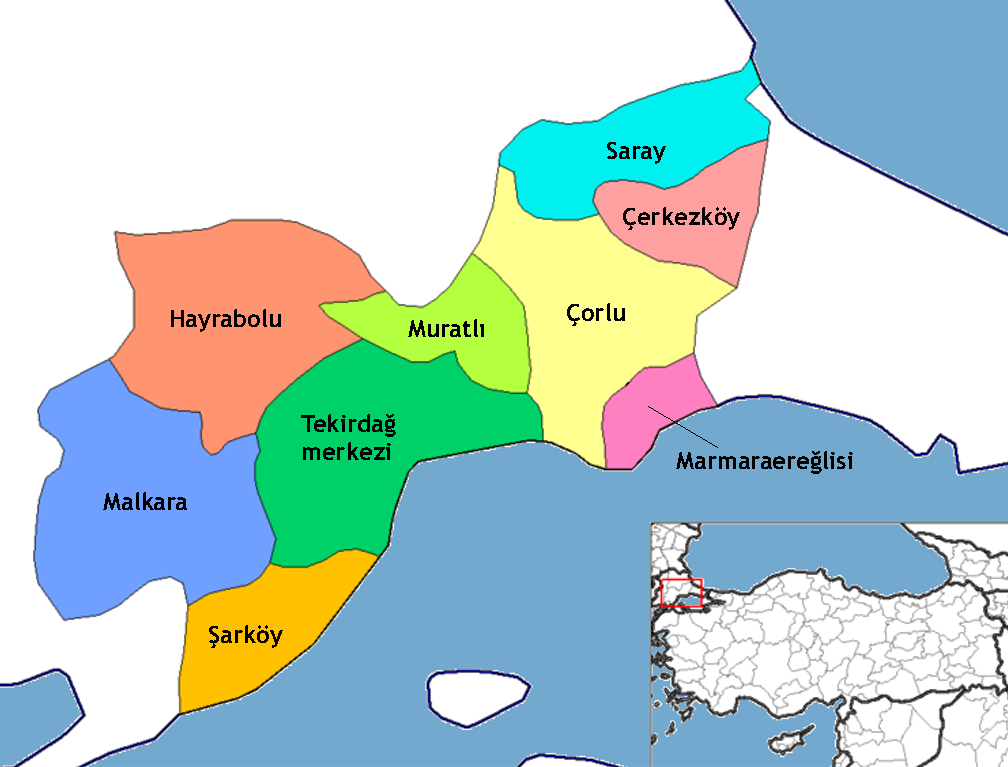
Distrettri della provincia di Tekirdağ

La provincia è divisa in 10 distretti: 	
- Çerkezköy
- Çorlu
- Hayrabolu
- Kapaklı
- Malkara
- Marmaraereğlisi
- Muratlı
- Saray
- Şarköy
- Süleymanpaşa

Nel 2012 il distretto centrale è stato soppresso e sostituito dal nuovo distretto di Süleymanpaşa. Nel contempo è stato creato il distretto di Kapaklı scorporandone il territorio dal distretto di Çorlu.
Fanno parte della provincia 33 comuni e 259 villaggi.